# Lorenzo Molajoli
Lorenzo Molajoli (Roma, 1868 – Milano, 4 aprile 1939) è stato un direttore d'orchestra italiano particolarmente attivo in sala di registrazione negli anni '20 e '30.
Figlio d'arte (il padre Vincenzo Molajoli fu maestro del coro nei teatri Argentina, Apollo e Costanzi), nacque nel 1868 a Roma ove studiò presso l'Accademia di Santa Cecilia.
Se il suo nome è citato già nel 1890 come maestro del coro al Quirino di Roma (ma i riferimenti nei giornali dell'epoca non permettono sempre di distinguerlo dal padre), passò alla conduzione d'orchestra almeno dal 1891, dirigendo opere in numerosi teatri della provincia italiana e all'estero, in Portogallo, dove ricevette nel 1907 dal re Carlo I il titolo di cavaliere dell'Ordine supremo del Cristo, in Sud Africa e in Sud America; nel 1909 al Teatro Colón di Buenos Aires fu maestro del coro sotto la direzione di Luigi Mancinelli, che aveva già avuto il padre fra i suoi collaboratori. Non pare aver mai diretto spettacoli presso il Teatro alla Scala, anche se operò come maestro collaboratore; il baritono Titta Ruffo nella sua autobiografia ricorda di essersi avvalso di Molajoli come accompagnatore al pianoforte nella sua audizione con Toscanini presso il massimo teatro milanese (1903).. È certo invece che fu assistente e sostituto di Tullio Serafin (di dieci anni più giovane ma già internazionalmente famoso) al Regio di Torino (Traviata e Andrea Chénier nel 1920/21 e 1921/22), al Comunale di Bologna (Sakùntala di Alfano nel 1921) e al San Carlo di Napoli (Guglielmo Tell, Mefistofele, più Tosca come direttore principale, nel 1922/23). Curò inoltre a Milano assieme alla moglie, il mezzosoprano Emma Romagnoli (? ca. 1882 - Milano 1960), una scuola di canto dove si formarono anche Giovanni Voyer e Rosetta Pampanini.
La fama di Lorenzo Molajoli (sempre titolato come Cavaliere) è sostanzialmente legata alle numerosissime incisioni discografiche da lui effettuate fra la fine degli anni '20 e i primi anni '30 a Milano come maestro stabile e direttore artistico della sezione italiana della Columbia Records  accolte dalla critica internazionale dell'epoca con grandi elogi per la qualità della Grande Orchestra Sinfonica di Milano da lui guidata: si trattava di un complesso esclusivamente discografico che raccoglieva strumentisti di rilievo soprattutto del Teatro alla Scala, il cui coro era abitualmente associato sotto la guida del direttore principale Vittore Veneziani.
Le registrazioni di Molajoli includono 19 opere complete, 4 abbreviate e singoli brani lirici con grandi cantanti dell'epoca (celeberrime le ultime incisioni di Claudia Muzio, finanziate dallo stesso soprano nel 1934-35, che conclusero probabilmente anche l'attività discografica di Molajoli); ma non mancano anche pagine concertistiche, fra cui Le fontane di Roma e I pini di Roma di Respighi, e inni per banda del ventennio. Fra le opere incise da Molajoli per la Columbia tra il 1928 e il 1932, in concorrenza con quelle registrate dalla Voce del Padrone sotto la guida di Carlo Sabajno, si segnalano le prime registrazioni complete (a parte i tagli di tradizione) di Lucia di Lammermoor di Donizetti, La Gioconda di Ponchielli, Mefistofele di Boito, Falstaff di Verdi, Manon Lescaut di Puccini e Fedora di Giordano. Il suo stile di direzione appare connotato da tempi molto rapidi, certo legati anche alla necessità commerciale di contenere le opere intere nel più ridotto numero possibile di costosi 78 giri; nondimeno la duttilità della scansione ritmica, ossequiosa alle esigenze (e talora agli arbitri) dei cantanti, conferisce un senso di fluida naturalezza alle sue interpretazioni, che richiamano, più che il rigore di Arturo Toscanini, lo spiccato senso teatrale di Ettore Panizza e di Tullio Serafin. Tutte le sue registrazioni di opere complete sono state riversate su LP e poi CD, suscitando rinnovato interesse e significativi apprezzamenti critici nonostante gli oggettivi limiti della ripresa sonora. Morì a Milano il 4 aprile 1939.

## Discografia (opere complete e abbreviate)
- 1928 (1-22 novembre) - La Traviata (Verdi) - Mercedes Capsir, Lionello Cecil, Carlo Galeffi, Salvatore Baccaloni, Giuseppe Nessi, Aristide Baracchi, Ida Conti, Natale Villa: Grande Orchestra Sinfonica di Milano e Coro del Teatro alla Scala
- 1928 (8 novembre - 1 dicembre).- Aida (Verdi) - Giannina Arangi-Lombardi, Aroldo Lindi, Maria Capuana, Armando Borgioli, Tancredi Pasero; Salvatore Baccaloni, Giuseppe Nessi: Grande Orchestra Sinfonica di Milano e Coro del Teatro alla Scala
- 1928 (20 novembre - 3 dicembre) - La Bohème (Puccini) - Rosetta Pampanini, Luigi Marini, Gino Vanelli, Luba Mirella, Aristide Baracchi, Tancredi Pasero, Salvatore Baccaloni, Giuseppe Nessi: Grande Orchestra Sinfonica di Milano e Coro del Teatro alla Scala
- 1929 (25 aprile -11 maggio) - Madama Butterfly (Puccini) - Rosetta Pampanini, Alessandro Granda, Conchita Velázquez, Gino Vanelli, Giuseppe Nessi, Aristide Baracchi, Salvatore Baccaloni, Cesira Ferrari, Lino Bonardi: Grande Orchestra Sinfonica di Milano e Coro del Teatro alla Scala
- 1929 (24 giugno - 8 luglio) - Il Barbiere di Siviglia (Rossini) - Riccardo Stracciari, Mercedes Capsir, Dino Borgioli, Salvatore Baccaloni, Vincenzo Bettoni, Cesira Ferrari, Aristide Baracchi, Attilio Bordonali: Grande Orchestra Sinfonica di Milano e Coro del Teatro alla Scala
- 1929 (11-25 ottobre) - Tosca (Puccini) - Bianca Scacciati, Alessandro Granda, Enrico Molinari, Aristide Baracchi, Emilio Venturini, Salvatore Baccaloni, Tommaso Cortellini: Grande Orchestra Sinfonica di Milano e Coro del Teatro alla Scala
- 1929 (30 ottobre -23 novembre) - Lucia di Lammermoor (Donizetti) - Mercedes Capsir, Enzo de Muro Lomanto, Enrico Molinari, Salvatore Baccaloni, Emilio Venturini, Ida Mannarini: Grande Orchestra Sinfonica di Milano e Coro del Teatro alla Scala
- 1930 (4-11 gennaio) - Cavalleria Rusticana (Mascagni) - Giannina Arangi-Lombardi, Antonio Melandri, Gino Lulli, Maria Castagna, Ida Mannarini: Grande Orchestra Sinfonica di Milano e Coro del Teatro alla Scala
- 1930 (27-29 gennaio) - Le furie di Arlecchino (Lualdi) - Maria Zamboni, Enzo de Muro Lomanto: Grande Orchestra Sinfonica di Milano
- 1930 (3-23 aprile) - Pagliacci (Leoncavallo) - Francesco Merli, Rosetta Pampanini, Carlo Galeffi, Gino Vanelli, Giuseppe Nessi: Grande Orchestra Sinfonica di Milano e Coro del Teatro alla Scala
- 1930 (17-27 maggio; per Pari siamo fu reimpiegata un'incisione del 1927) - Rigoletto (Verdi) - Riccardo Stracciari, Mercedes Capsir, Dino Borgioli; Ernesto Dominici, Anna Masetti Bassi, Duilio Baronti, Guido Uxa, Ida Mannarini, Aristide Baracchi, Eugenio Dall'Argine, Anna Novi: Grande Orchestra Sinfonica di Milano e Coro del Teatro alla Scala
- 1930 (10-23 settembre) - Il Trovatore (Verdi) - Francesco Merli, Bianca Scacciati, Giuseppina Zinetti, Enrico Molinari, Corrado Zambelli, Ida Mannarini, Emilio Venturini, Enzo Arnaldi: Grande Orchestra Sinfonica di Milano e Coro del Teatro alla Scala
- 1930 (18-24 novembre) - La favorita (Donizetti) - Carmelo Maugeri, Giuseppina Zinetti, Christy Solari, Corrado Zambelli, Giuseppe Nessi, Ida Mannarini: Grande Orchestra Sinfonica di Milano e Coro del Teatro alla Scala (edizione abbreviata)
- 1930 (25 novembre -12 marzo) - Ernani (Verdi) - Antonio Melandri, Iva Pacetti, Gino Vanelli, Corrado Zambelli, Aristide Baracchi, Giuseppe Nessi, Ida Mannarini: Grande Orchestra Sinfonica di Milano e Coro del Teatro alla Scala (edizione abbreviata)
- 1931 (26-30 gennaio) - L'elisir d'amore (Donizetti) - Ines Alfani-Tellini, Christy Solari, Edoardo Faticanti, Lorenzo Conati, Ida Mannarini: Grande Orchestra Sinfonica di Milano e Coro del Teatro alla Scala (edizione abbreviata)
- 1931 (inizio febbraio; la Sinfonia novembre-dicembre 1930) - Don Pasquale (Donizetti) - Attilio Giuliani, Ines Alfani-Tellini, Christy Solari, Lorenzo Conati: Grande Orchestra Sinfonica di Milano e Coro del Teatro alla Scala (edizione abbreviata)
- 1931 (16-28 febbraio) - Andrea Chenier (Giordano) - Luigi Marini, Lina Bruna Rasa, Carlo Galeffi, Salvatore Baccaloni, Aristide Baracchi, Giuseppe Nessi, Anna Masetti Bassi, Ida Conti, Natale Villa: Grande Orchestra Sinfonica di Milano e Coro del Teatro alla Scala
- 1931 (27 aprile - 19 maggio) - Manon Lescaut (Puccini) - Maria Zamboni, Francesco Merli, Lorenzo Conati, Attilio Bordonali, Giuseppe Nessi, Aristide Baracchi, Anna Masetti Bassi, Natale Villa; Grande Orchestra Sinfonica di Milano e Coro del Teatro alla Scala
- 1931 (10-24 settembre) - La Gioconda (Ponchielli) - Giannina Arangi-Lombardi, Ebe Stignani, Alessandro Granda, Gaetano Viviani, Corrado Zambelli, Camilla Rota, Giuseppe Nessi, Aristide Baracchi: Grande Orchestra Sinfonica di Milano e Coro del Teatro alla Scala
- 1931 (6-8 ottobre) - Fedora (Giordano) - Gilda Dalla Rizza, Antonio Melandri, Emilio Ghirardini, Luba Mirella, Eugenio Dall'Argine, Ernesto Dominici, Ebe Ticozzi, Ida Mannarini, Corrado Zambelli, Blando Giusti, Piero Girardi, Bernardo De Plaisant: Grande Orchestra Sinfonica di Milano e Coro del Teatro alla Scala
- 1931 (19 novembre -14 dicembre) - Mefistofele (Boito) - Nazzareno de Angelis, Antonio Melandri, Mafalda Favero, Giannina Arangi-Lombardi, Giuseppe Nessi, Ida Mannarini, Rita Monticone, Emilio Venturini: Grande Orchestra Sinfonica di Milano e Coro del Teatro alla Scala
- 1932 (30 marzo - 15 aprile) - Falstaff (Verdi) - Giacomo Rimini, Pia Tassinari, Ines Alfani-Tellini, Aurora Buades, Rita Monticone, Emilio Ghirardini, Roberto D'Alessio, Emilio Venturini, Giuseppe Nessi, Salvatore Baccaloni; Grande Orchestra Sinfonica di Milano e Coro del Teatro alla Scala
- 1932 (28 aprile - 18 maggio) - Carmen (Bizet) - Aurora Buades, Aureliano Pertile, Ines Alfani-Tellini, Benvenuto Franci, Giuseppe Nessi, Aristide Baracchi, Bruno Carmassi, Irma Mion, Ebe Ticozzi: Grande Orchestra Sinfonica di Milano e Coro del Teatro alla Scala